# Насеље
Насеље или насељено место је место где људи живе и формирају заједнице. Сложеност насеља може се кретати од неколицине кућа до највећих мегалополиса. Насеља  могу бити салаши, засеоци, села, вароши, варошице и градови.
Процес насељавања укључује миграције.
Насељу припадају и његови изграђени објекти као што су путеви, паркови, ветрењаче, воденице, цркве и слично.

## Историја
Најранији географски доказ људског насеља био је Џебел Ирхуд, где остаци осам особа из раног савременог доба датирају из средњег палеолита пре око 300.000 година. Најстарији пронађени остаци изграђених кућа су колибе направљене од блата и грања пре око 17.000 година. пре нове ере на локалитету Охало (сада под водом) близу Галилејског језера. Натуфијанци су градили куће, такође у Леванту, око 10.000. године п. н. е. Остаци насеља попут села постају много чешћи након проналаска пољопривреде, а најстарији пронађени је Џармо, који се налази у Ираку.

## Напуштање
Понекад су напуштени објекти и даље лако доступни, као на пример у граду духова, и они могу постати туристичке атракције. Међутим, нека места која изгледају као напуштена могу и даље имати статус насељеног места у званичним класификацијама.
Град може постати напуштен или делимично напуштен услед природних или људски изазваних катастрофа као што су поплаве, ерупције вулкана или ратови. 

## У Србији
Према Закону о територијалној организацији, насељено место је „део територије општине које има изграђене објекте за становање и привређивање, основну комуналну инфраструктуру и друге објекте за задовољавање потреба становника који су ту стално настањени.”
Насеља имају своју територију и своје име која су одређена у Регистру просторних јединица и Регистру географских имена. Територија насеља није увек компактна, као што је случај са насељем Нови Завој, које је подељено на два дела.
Не постоји званична хијерархијска подела насеља. Постоји подела на градска и остала насеља. У групу осталих насеља не спадају само села како се то често погрешно сматра, већ и многа насеља насеља градског типа која немају статус градског насеља (Нова Пазова, Ветерник, Сивац, Барајево).

### У саобраћају
Појам насеља у саобраћајно-техничком смислу се разликује од насељеног места у статистичкој употреби. Правила понашања у саобраћају, као и утврђивање одговорности за саобраћајне прекршаје, зависе од тога да ли је у питању вожња у насељу или ван насеља. Закон о безбедности саобраћаја на путевима дефинише насеље као „изграђен, функционално обједињен простор, који је намењен за живот и рад становника, и чије су границе обележене одговарајућим саобраћајним знаком.”